# 西川重則
西川 重則（にしかわ しげのり、1927年8月27日 - 2020年7月23日）は、日本のキリスト教信者。
兄がビルマで戦病死したことから天皇制と靖国神社問題に関わる。戦争被害調査会法を実現する市民会議の代表を西野瑠美子と共同で務める。日本キリスト教協議会靖国神社問題委員会委員、重慶大爆撃の被害者と連帯する会・東京事務局長、憲法連続講座講師。

## 概説
- 主にクリスチャン新聞、キリスト新聞、前進（中核派機関紙）、しんぶん赤旗などが同人物の活動を取り上げている。
- 日本キリスト改革派教会・東京教会会員（引退長老）、平和遺族会全国連絡会代表、「政教分離の会」事務局長、「とめよう戦争への道！ 百万人署名運動」事務局長。
- 1999年、戦争被害調査会法を実現する市民会議共同代表として、鳩山由紀夫や千葉景子らを招いて恒久平和調査局設置を求める院内集会を開催した[3]。

## 著作リスト
- 靖国法案の五年―撤回をめざす戦いの記録(1974年)
- 宗教弾圧を語る(1978年)
- 靖国法案の展望(1976年)
- 主の正義と今日の日本(1993年)
- 平和を創り出すために(1997年)
- 「昭和館」ものがたり (21世紀ブックレット (9))(1997年)
- 「靖国」増補版―有事法制下の靖国神社問題（2000年）
- 天皇の神社「靖国」―有事法制下の靖国神社問題 (教科書に書かれなかった戦争)（2000年）
- 「新遊就館」ものがたり (21世紀ブックレット) （2003年）
- わたしたちの憲法―前文から第103条まで(2005年)
- これから戦争なんてないよね？(2006年)